# 3939 Huruhata
3939 Huruhata eller 1953 GO är en asteroid i huvudbältet som upptäcktes den 7 april 1953 av den tyske astronomen Karl Wilhelm Reinmuth i Heidelberg. Den har fått sitt namn efter Masaaki Huruhata.
Asteroiden har en diameter på ungefär 30 kilometer.